# Senador Amaral (ort)
Senador Amaral är en ort i Brasilien.   Den ligger i kommunen Senador Amaral och delstaten Minas Gerais, i den sydöstra delen av landet, 800 km söder om huvudstaden Brasília. Senador Amaral ligger 1 481 meter över havet och antalet invånare är 5 225.
Terrängen runt Senador Amaral är huvudsakligen kuperad, men åt sydväst är den platt. Närmaste större samhälle är Cambuí, 12,5 km öster om Senador Amaral.
Omgivningarna runt Senador Amaral är en mosaik av jordbruksmark och naturlig växtlighet. Runt Senador Amaral är det ganska tätbefolkat, med 60 invånare per kvadratkilometer.